# Sant Sebastià (Maçanet de Cabrenys)
Sant Sebastià és una església situada a prop del centre històric de Maçanet de Cabrenys (Alt Empordà) que forma part de l'Inventari del Patrimoni Arquitectònic de Catalunya.

## Descripció
És una església d'una nau amb capelles laterals a cada costat, amb el presbiteri encarat al nord. La volta de la nau és de canó, emblanquinada. Els arcs de les quatre capelles són apuntats i tres d'ells porten les dates incises en les dovelles que formen la clau. Al mur de llevant hi ha l'altar del Remei, que porta la data 1703; i el de Sta. Llúcia, 1724. Al mur de ponent hi ha l'altar de Sant Isidre (1726) i un altre altar sense data, amb la Mare de Déu dels Dolors.
La volta del presbiteri és d'arestes que culminen amb una rosassa i formen set arcs apuntats. Pel que fa al frontis, està arrebossada amb rastres de decoració esgrafiada. A la llinda de la porta s'hi pot llegir: "Ste. Sebastiane ora pro nobis". Sobre la porta hi ha una fornícula, que antigament devia contenir una imatge. Al centre de la façana hi ha un rosetó, i a la part superior veiem dues finestres amb arc de mig punt, mig tapiades. A la part superior s'alça un campanar de cadireta d'un sol arc. L'exterior de l'absis està reforçat per sis contraforts.